# Groupe autodéfense touareg Imghad et alliés
Ne doit pas être confondu avec GTIA.
Le Groupe autodéfense touareg Imghad et alliés (GATIA) est un groupe armé créé le 14 août 2014 pendant la guerre du Mali.

## Création
La création du GATIA est une conséquence de la défaite de l'armée malienne lors de la bataille de Kidal du 21 mai 2014, qui voit les forces rebelles du MNLA, du HCUA et du MAA prennent le contrôle de la ville, ainsi que celle d'Anéfis, abandonnée par les militaires maliens.
De mai à juillet des affrontements éclatent dans les environs de Tabankort et Anéfis, dans la région de Gao, entre d'un côté les groupes rebelles du MNLA, du HCUA, de la branche autonomiste du MAA, de l'autre une alliance de groupes armés pro-Mali, avec une fraction loyaliste du MAA composée d'Arabes de la tribu des Lemhars, une milice de Touareg de la tribu des Imghad et des Songhaï du Coordination des Mouvements et Front patriotique de résistance (CM-FPR). Ces combats font plusieurs dizaines ou plusieurs centaines de morts,,,,,,,.
Le 14 août, les combattants loyalistes de la tribu des Imghad annoncent la création du Groupe autodéfense touareg Imghad et alliés.
Le 24 août, la Plateforme des cadres et leaders touaregs, présidée par Ahmed Mohamed ag Hamani, condamne la création du GATIA qu'elle qualifie de « milice ethnique » et exclut Fahad Ag Almahmoud de la Plateforme.

## Objectifs
Le GATIA est un mouvement loyaliste, opposé à l'indépendance ou à l'autonomie du nord du Mali. Il est allié à la branche loyaliste du Mouvement arabe de l'Azawad (MAA).

Le jour de l'officialisation de la création du mouvement, son secrétaire-général, Fahad Ag Almahmoud, déclare : 

« Nous venons de créer le Groupe autodéfense touareg Imghad et alliés (GATIA) pour défendre les intérêts de notre communauté dans le nord du Mali, notamment contre le MNLA. Nous sommes pour le processus de paix, nous reconnaissons l’intégrité territoriale du Mali, et nous ne réclamons pas d’autonomie. Nous voulons travailler avec le gouvernement malien pour amener la stabilité du pays. »

## Organisation
Lors de la fondation du mouvement, Fahad Ag Almahmoud est désigné secrétaire général du GATIA et Habala Ag Amzata secrétaire-général adjoint, mais le véritable fondateur et chef militaire du mouvement est le général El Hadj Ag Gamou,,,,,.
Parmi les autres commandants figure Almadi Ag Lengach, chef du GATIA à Ménaka, assassiné dans cette ville dans la nuit du 16 au 17 mars 2017.
Les combattants du GATIA sont en grande majorité des Touareg de la tribu des Imghad, connue pour avoir soutenu le gouvernement malien dès le début de la guerre du Mali.
Officiellement le gouvernement malien nie être l'origine de la création du GATIA. Mais en janvier 2015, la MINUSMA constate que plusieurs miliciens du groupe, blessés au cours des combats de Tabankort et soignés à Gao, étaient des militaires de l'armée régulière malienne qui avaient suivi une formation de la Mission de formation de l'Union européenne au Mali à Koulikoro. Selon Jeune Afrique : « En dépit des dénégations officielles, les liens entre les autorités et cette milice sont donc clairement établis ».
Le 10 juillet 2023, un document du GATIA annonce la mise en place d'un nouveau bureau et la nomination de Youssouf Ag Mohamed comme secrétaire général. Cette nomination est cependant contestée par Fahad Ag Almahmoud, qui affirme que son mandat court jusqu'en 2024 et qui dénonce une manœuvre orchestrée par le ministre de la Réconciliation nationale Ismaël Wagué. Ces divisions au sein du GATIA sont dues aux critiques de Fahad Ag Almahmoud envers les autorités de transition et à son implication au sein du Cadre stratégique permanent (CSP).
Le 30 novembre 2024, la faction rebelle du GATIA fusionne avec les autres groupes du CSP pour former le Front de libération de l'Azawad (FLA).

## Effectifs
À sa création le groupe revendique 1 000 combattants, il affirme également disposer d'une base entre Gao et Kidal,. Le mouvement est surtout présent dans les environs de Bourem et dans les localités de Tarkint et Tabankort, près d'Anéfis. Il possède également un camp à Tin-Habou, près de Boni. Dans un rapport rédigé en mars 2016, la MINUSMA estime que le GATIA compte 500 hommes.

## Actions
De l'été 2014 à l'été 2015, le GATIA et les groupes de la Plateforme mènent de rudes combats contre les rebelles de la Coordination des mouvements de l'Azawad, principalement à Ménaka, Tabankort et Anéfis. Le GATIA prend notamment Ménaka le 27 avril 2015 et Anéfis le 17 août 2015,,. Mais sous la pression de la MINUSMA, le groupe se retire de cette dernière ville quelques jours plus tard.
Après l'été 2015, une phase de « décrispation » est observée. Le 16 octobre, après trois semaines de discussions, la Plateforme et la CMA scellent la paix lors de « pactes d’honneur »,. Les 1er et 2 février 2016, des centaines de membres du GATIA menés par Ag Gamou peuvent rentrer à Kidal avec le « consentement » de la CMA,,,,,,,,. Depuis le GATIA s'est émancipé de la « tutelle » du gouvernement malien et s'est un peu rapproché de ses anciens ennemis de la CMA, même si des épisodes de tensions persistent ponctuellement à Kidal entre le GATIA et les ex-rebelles.
Cependant des affrontements communautaires opposent en mai et juin 2016 des Touaregs du GATIA  à des Peuls de Ganda Izo, bien que les deux groupes soient membres de la Plateforme,,,.
Mais à Kidal, la situation se dégrade en juin 2016 entre les Touaregs imghad du GATIA et les Ifoghas du HCUA en lutte d'influence pour la gestion administrative et sécuritaire de la ville. Le 21 juillet, des combats éclatent mais ils ne tournent pas à l'avantage du GATIA qui est chassé de la ville,,. Des affrontements se poursuivent ensuite dans les environs de Kidal contre les hommes de la CMA.
Le 27 septembre 2016, Paul Folmsbee, l'ambassadeur des États-Unis au Mali, demande officiellement au gouvernement malien de rompre avec le GATIA : « Le gouvernement malien doit mettre fin à tous les liens à la fois publics et privés avec le GATIA, un groupe de milices armées qui ne contribue pas à ramener la paix dans le nord du Mali »,.
Le 1er juin 2017, après une attaque contre un poste de militaire à Abala, au Niger, les djihadistes de l'État islamique se replient au Mali. Mais ils sont alors attaqués par l'armée malienne, l'armée française et les miliciens touaregs du GATIA et du MSA. En réponse Adnane Abou Walid Al-Sahraoui, le chef de l'EI au Sahel, accuse dans une missive les Touaregs imghad et daoussahak d'être les complices de la France et du Niger, et menace particulièrement les chefs du MSA et du GATIA : Moussa Ag Acharatoumane et El Hadj Ag Gamou,.
Mais dans la région de Kidal, des combats éclatent début juin 2017 entre le GATIA et la CMA. En juillet, les affrontements reprennent et tournent à l'avantage de la CMA : le 11 juillet, le GATIA est chassé d'Anéfis, ; le 26 juillet, il est battu à la bataille de Takellote au sud de Kidal et perd une de ses plus importantes positions ; le 27 juillet, il est chassé d'Inafarak, près d'In Khalil ; et le 29 juillet, il abandonne la ville de Ménaka.
Le 15 avril 2018, un officier du GATIA, Youssouf Ag Noch dit Ahallachoch, est assassiné à Gossi par l'État islamique dans le Grand Sahara.
Le 1er décembre 2024, le chef du GATIA, Fahad Ag Almahmoud est assassiné, dans une frappe de drones de l'armée malienne.

## Exactions
Selon le Haut-Commissariat des Nations unies aux droits de l'homme, des hommes du GATIA ont exécuté six personnes à Tin-Hama le 21 mai 2015, lors de combats livrés contre le MNLA,.
Certains membres du GATIA font également l'objet d'accusations de liens avec le trafic de drogue,.
En juin 2018, pour avoir recruté des enfants soldats, le GATIA et les autres groupes de la Plateforme sont inscrits sur la liste noire de l'ONU d’entités violant dans les guerres les droits des enfants.
Dans un rapport daté du 8 août 2018, des experts indépendants de l'ONU accusent également Baye Coulibaly, gérant d'une entreprise de transports et membre du GATIA, d'être un des plus importants trafiquant de migrants dans la région de Gao,. Selon le rapport, il aurait également fait enrôler au sein du GATIA certains des migrants rejetés par l'Algérie,. Un autre membre du GATIA, Ahmoudou Ag Asriw, est quant à lui accusé d'avoir escorté de nombreux convois de drogue en 2017 et 2018.
Le 20 décembre 2018, le Conseil de sécurité de l'ONU adopte des sanctions contre Ahmoudou Ag Asriw, un cadre du GATIA, qui est interdit de voyage pour entrave à l'accord de paix de 2015.